# Rise of the Ogre
Rise of the Ogre (El ascenso del Ogro en Hispanoamérica) es una autobiografía sobre la banda virtual Gorillaz. Aparentemente escrito por los cuatro miembros de la banda en colaboración con (el actual) músico de Gorillaz y escritor oficial Cass Browne, el libro es de 304 páginas y es extensamente ilustrado. Fue publicado en el Reino Unido el 26 de octubre de 2006 por Michael Joseph Ltd. Y en los Estados Unidos el 2 de noviembre de 2006 por Riverhead Books. Una edición de bolsillo del libro estuvo publicado en los Estados Unidos el 6 de noviembre de 2007 con una carátula y portada diferente a la original,en color rojo y una pasta de material suave.
El ascenso del Ogro también ha sido publicado como el primer sencillo de audiolibro del mundo. La cuarta parte del audiolibro estuvo narrada por Joss Ackland. Principalmente un exclusivo de iTunes, una parte estuvo publicada cada semana por cada cuatro semanas empezando desde el 4 de diciembre de 2006. Aun así, el audiolibro en iTunes permanece incompleto.

## Contenido
El libro detalla la vida ficticia de los miembros de la banda: Murdoc Niccals, 2-D, Russel Hobbs y Noodle desde sus aventuras personales, el inicio e historia de la banda abarcando los años 2002/2006 y contando detalles de dos de sus álbumes más representativos (Gorillaz y Demon Days), además de relatar y dar detalles de la realización de múltiples conciertos y shows, siendo el más importante "Demon Days Live". Contiene anteriormente secretos desconocidos de la banda, como planes futuros de una película que con los años se transformaría en el documental "Bananaz" que narra la creación de los dos primeros álbumes de estudio de la banda, pero enfocado en los integrantes de la banda real (Damon Albarn, Jamie Hewlett, Cass Browne) arte nuevo y raro por el cocreador de Gorillaz Jamie Hewlett, el "bajo abajo" en Kong Estudios, su sede, y la historia real detrás del vídeo "El Mañana".  El libro mezcla hecho y ficción por todas partes, mezcla comentarios de los miembros ficticios de la banda con citas actuales de sus creadores, colaboradores y críticos.
La portada de frente del libro, cuándo se voltea de costado, es una silueta del cuervo de mascota de Murdoc Niccals, 'Cortez'.